# Слободенюк, Виктория Михайловна
Виктория Михайловна Слободенюк (укр. Вікторія Михайлівна Слободенюк; род. 19 сентября 2003 год, Житомирская область, Украина) — украинская спортсменка, борец вольного стиля. Чемпионка Украины 2023 года. Мастер спорта Украины по вольной борьбе.

## Спортивная карьера
Виктория является воспитанницей Малинськой ДЮСШ. В 2018 году приняла участие на первенстве Европы среди школьниц в Венгрии. В начале 2023 года стала впервые чемпионкой страны среди взрослых в весе до 50 кг. В мае 2023 года стала первой на международном турнире до 20 лет в Румынии. В июле 2023 года Виктория покорила первенство Старого света среди юниоров в Испании, одолев в финале турчанку Зерду Демир. Месяцем позже она стала обладательницей бронзовой медали на первенстве мира среди юниоров в Иордании.

## Спортивные достижения
- Чемпионат Украины 2023 — ;
- Думитру Пырвулеску & Василе Йорга 2023 — ;
- Первенство Европы среди юниоров 2023 — ;
- Первенство мира среди юниоров 2023 — ;